# Lagarith

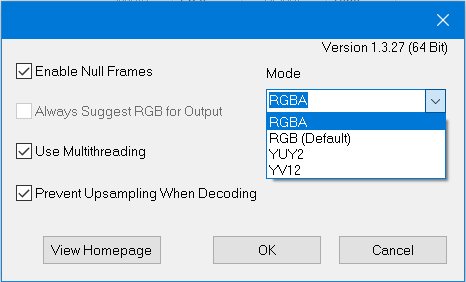
Lagarith 1327 Konfigurationsdialog unter Windows 10.

Lagarith ist ein sehr effektiver verlustfreier Video-Codec und ist freie Software (GNU GPL). Er wurde von Ben Greenwood entwickelt.
In vielen Fällen ist der Codec effektiver als HuffYUV, CorePNG und LCL-Codec. Auf der Homepage wird angegeben, dass bei einem typischen DVD-Film die Kompression um 10 bis 30 % besser sei als mit HuffYUV.
Der Codec bietet die Möglichkeit, das Video in den Farbräumen RGBA, RGB, YUY2 und YV12 zu speichern.
Die Kompressionsgeschwindigkeit ist vergleichbar mit HuffYUV und somit sehr schnell. Seit einiger Zeit beherrscht Lagarith auch Multithreading, was auf Mehrkernprozessoren zu einem deutlichen Geschwindigkeitszuwachs führt.
Lagarith benutzt den FOURCC-Code: lags.